# San Giovanni Gemini
San Giovanni Gemini (Sanǧiuanni in siciliano) è un comune italiano di 7 428 abitanti del libero consorzio comunale di Agrigento in Sicilia.

## Geografia fisica

### Territorio
Il territorio comunale è interamente circondato da quello del comune di Cammarata, del quale è pertanto un'enclave.

## Storia
L'origine del territorio di San Giovanni Gemini risale al 1451, anno in cui Federico Abatellis, conte di Cammarata, ottenne dal re Ferdinando il privilegio di edificare (jus aedificandi) nei suoi feudi. Nel 1507 fu concessa la licentia populandi che i Conti esercitarono in un luogo pianeggiante vicino Cammarata, al di là del fiume Turibolo.
Circa le origini storiche di San Giovanni Gemini le ipotesi sono tre:
1. Si parla di Cammaratesi non graditi ai Conti, che banditi da Cammarata, si siano stabiliti a San Giovanni Gemini. Il bando era una forma di domicilio coatto che si infliggeva per delitti non gravi oppure per allontanare persone non gradite alle autorità del luogo. A ciò si potrebbero collegare le vicende che coinvolsero il conte Abatellis nella congiura contro i fratelli Imperatore, conclusasi con la condanna a morte di Federico Abatellis, decapitato a Milazzo nel 1525. Quindi è possibile che qualche partigiano del Conte, per motivi politici sia stato bandito da Cammarata.
2. Una spiegazione possibile circa le origini di San Giovanni Gemini viene riportata da Padre La Pilusa e riguarda la frana avvenuta circa nel 1537, anno in cui a causa di un terremoto, franò la collina dove sorgeva il castello di Cammarata. Il castello fu riparato ma le abitazioni sul ciglio della rupe crollarono, è quindi possibile che le famiglie, che subirono le perdite peggiori, abbiano ottenuto dal Conte il permesso di costruire sul piano di San Giovanni che si estendeva dall'attuale chiesa di San Giuvannuzzo al viale Dionisio Alessi.
3. Un'altra ipotesi sulle origini di San Giovanni Gemini, a parere di Monsignor De Gregorio, ha origine da un presunto popolamento delle campagne con un incremento spontaneo delle popolazioni che hanno dato origine ad un borgo, prima, e a San Giovanni di Cammarata, poi. Nel 1587 Ercole Branciforte, conte di Cammarata, assegnò una piccola porzione di territorio al nuovo paese, e perciò da allora San Giovanni di Cammarata cominciò un'autonoma vita civile ed amministrativa, fino a che nel 1878 per volere di alcune nobili famiglie, il paese assunse l'attuale nome.

### Simboli
Lo stemma del comune di San Giovanni Gemini è stato riconosciuto con decreto del capo del governo del 15 marzo 1934.
Lo stemma raffigurante un leone rampante con le zampe mozze che coraggiosamente tiene alto un vessillo è ripreso dal blasone dei Branciforte. La tradizione racconta che un antenato di questa famiglia, Obizzo, alfiere generale dell'esercito carolingio, nonostante avesse subito in battaglia, l'amputazione delle mani, continuò a tenere alta l'insegna del casato fino alla vittoria. Da quel momento ricevette l'appellativo di Branciforte (De Branchiis Fortibus) ed ottenne come compenso dei feudi nel piacentino. Nel XIV secolo, membri di questa famiglia arrivarono in Sicilia, nel catanese e, tra matrimoni e conquiste ed acquisti, anche a Cammarata nel 1540.
Il gonfalone è un drappo di azzurro.

## Monumenti e luoghi d'interesse

### Architetture religiose
- Chiesa Madre di San Giovanni Battista
- Chiesa della Madonna del Carmelo
- Chiesa di San Giuvannuzzu
- Convento Frati Minori Cappuccini
- Chiesa di Santa Lucia
- Chiesa della Madonna di Fatima
- Chiesa di San Giuseppe

## Società

### Evoluzione demografica
Abitanti censiti

### Tradizioni e folclore
Storica e famosa nei paesi circostanti è la Festa di Gesù Nazareno, che si tiene la seconda Domenica di Giugno e che unisce centinaia di fedeli attorno al simbolo della festa stessa, il Carro Trionfale, che scende, trainato (simbolicamente) dai buoi, lungo C.so Francesco Crispi il Sabato sera, per poi risalire la Domenica. Le centinaia di bandierine colorate accompagnano il Carro, in una "passeggiata" molto suggestiva.
Esce molto raramente invece la Statua di Gesù Nazareno: l'ultima volta è stata nel 2016, in occasione del Giubileo della Misericordia indetto per quell'anno da Papa Francesco.

## Amministrazione
Di seguito è presentata una tabella relativa alle amministrazioni che si sono succedute in questo comune.
| Periodo          | Periodo          | Primo cittadino      | Partito              | Carica          | Note  |
| ---------------- | ---------------- | -------------------- | -------------------- | --------------- | ----- |
| 19 agosto 1988   | 6 giugno 1990    | Carmelino Lupo       | Democrazia Cristiana | Sindaco         | [ 7 ] |
| 6 giugno 1990    | 7 giugno 1991    | Carmelino Lupo       | Democrazia Cristiana | Sindaco         | [ 7 ] |
| 7 giugno 1991    | 16 giugno 1992   | Giovanni Stornaiuolo | Democrazia Cristiana | Sindaco         | [ 7 ] |
| 24 luglio 1992   | 15 gennaio 1993  | Carmelo Di Vitale    | Democrazia Cristiana | Sindaco         | [ 7 ] |
| 6 maggio 1993    | 22 novembre 1993 | Adolfo Di Salvo      |                      | Comm. regionale | [ 7 ] |
| 26 novembre 1993 | 1º dicembre 1997 | Liborio Giracello    | -                    | Sindaco         | [ 7 ] |
| 1º dicembre 1997 | 28 maggio 2002   | Liborio Giracello    | centro-sinistra      | Sindaco         | [ 7 ] |
| 28 maggio 2002   | 15 maggio 2007   | Carmelo Panepinto    | Casa delle Libertà   | Sindaco         | [ 7 ] |
| 15 maggio 2007   | 6 giugno 2007    | Vincenzo Riolo       | lista civica         | Sindaco         | [ 7 ] |
| 17 giugno 2008   | 11 giugno 2013   | Valerio Viola        | lista civica         | Sindaco         | [ 7 ] |
| 11 giugno 2013   | 29 maggio 2023   | Carmelo Panepinto    | lista civica         | Sindaco         | [ 7 ] |
| 29 maggio 2023   | in carica        | Dino Zimbardo        | lista civica         | Sindaco         | [ 7 ] |

### Altre informazioni amministrative
Il comune di San Giovanni Gemini fa parte delle seguenti organizzazioni sovracomunali: regione agraria n.1 (Versante meridionale dei Sicani).